# Zonitomorpha prionocera
Zonitomorpha prionocera es una especie de coleóptero de la familia Meloidae.

## Distribución geográfica
Habita en Angola.